# Dušan Ivan
Dušan Ivan (* 16. Dezember 1966) ist ein ehemaliger slowakischer Fußballspieler.

## Karriere
Ivan wechselte im November 1994 aus seiner Heimat vom ŠKP Dúbravka nach Österreich zum Zweitligisten ASKÖ Klingenbach. Sein Debüt in der 2. Division gab er im selben Monat gegen den First Vienna FC. Bis zum Ende der Saison 1994/95 absolvierte der Mittelfeldspieler 15 Zweitligapartien für die Burgenländer, in denen er zwei Tore erzielte. Zur Saison 1995/96 wechselte Ivan zum viertklassigen SC Trausdorf. Nach elf Jahren in Österreich kehrte der Slowake vom UFC Stotzing aus zur Saison 2005/06 in seine Heimat zurück, wo er sich dem OTJ Hontianske Nemce anschloss.
Ab 2007 spielte er dann noch für den FO Topoľnica, wo er später auch seine Karriere als Aktiver beendete.